# متحف قلعة حلب

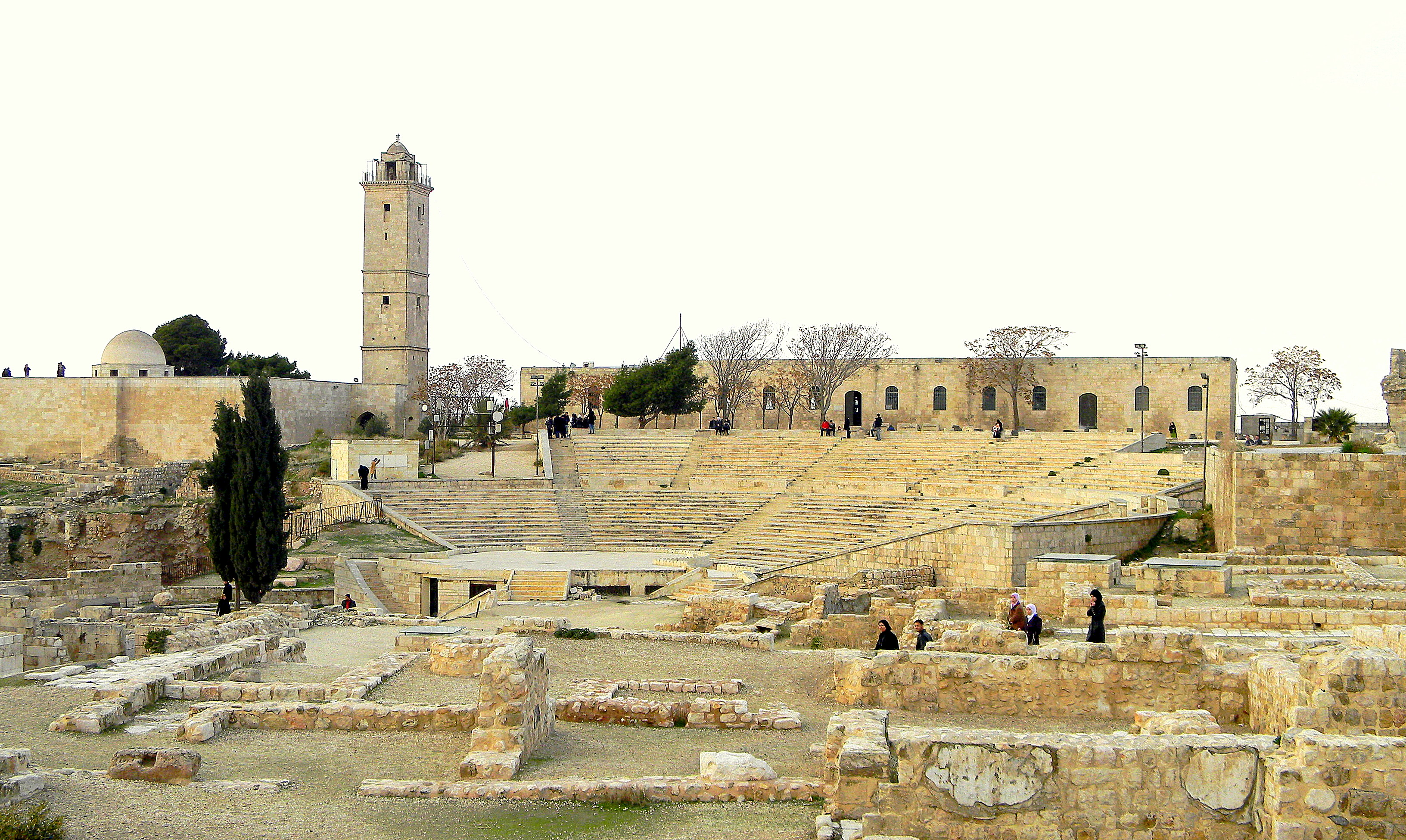
مسرح القلعة و يظهر المتحف في الخلفية

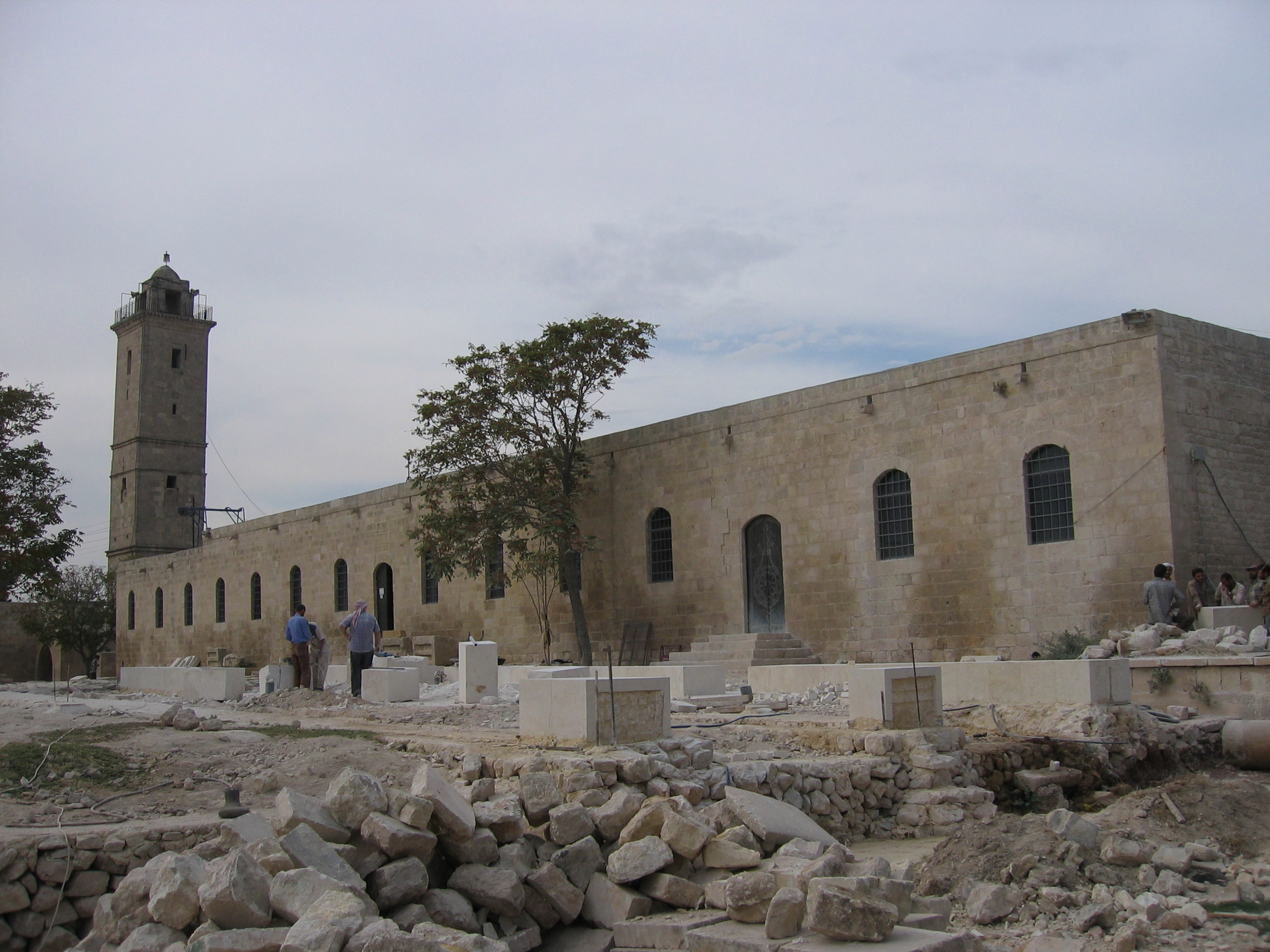
أعمال الترميم

متحف قلعة حلب (الإنجليزية: متحف قلعة حلب) هو متحف أثري يقع في مدينة حلب في شمال سوريا، داخل قلعة حلب الأثرية. افتتح عام 1994 في مبنى ثكنات إبراهيم باشا العسكرية في القلعة، التي بُني في عام 1834. حيث تحتل الثكنة مساحة 754 م2 في الجزء الشمالي من القلعة. يعتبر المتحف موطناً للعديد من البقايا الأثرية التي عُثر عليها في القلعة وتعود لحضارات قديمة.

## خلفية
في عام 1994، تم تجديد المبنى بالكامل من قبل مديرية الآثار والمتاحف في حلب، بمساعدة من مؤسسة الآغا خان للثقافة. اُفتتح المتحف في 26 سبتمبر عام 1994 بحضور وزيرة الثقافة السورية آنذاك نجاح العطار.

## التاريخ
بُني مبنى ثكنات إبراهيم باشا العسكرية في عام 1834 من قبل إبراهيم باشا ابن والي مصر آنذاك محمد علي باشا، بعد حملته على بلاد الشام ضد الدولة العثمانية.
المبنى المستطيل الشكل (57 متر بـ 13 متراً) إلى ثلاث قاعات: تقع قاعة العرض الرئيسية في وسط المبنى، وتحتل مساحة 404 م2، كما توجد قاعتين أُخريتين (175 م2) في كلا نهايتي المبنى.

المتحف يعرض الآثار التي عُثر عليها أثناء الحفريات في قلعة حلب، بقايا من تاريخ المتحف تعود إلى الحضارات السورية الأولى مثل سومر، أكد، الحيثيون الخ ... ، ذلك بالإضافة للعديد من البقايا الأثرية التي تعود إلى الفترات الرومانية والعربية الإسلامية.